# Jeûne intermittent
Le jeûne intermittent recouvre une famille de régimes alimentaires consistant à alterner des périodes de jeûne et des périodes d'alimentation normale. Le jeûne intermittent est l'une des stratégies permettant de réduire l'apport calorique, le poids, la masse grasse et améliorer la sensibilité à l'insuline,,,,, mais ses effets secondaires sont encore débattus. 

## Principe
Le jeûne intermittent alterne des périodes de jeûne et des périodes d'alimentation normale, avec des durées des phases de jeûne modulables. 
Le jeûne intermittent a la particularité de fortement altérer le métabolisme du foie (considéré comme « commutateur métabolique ») : le corps passe périodiquement du glucose (dérivé du foie) aux cétones (dérivées des cellules adipeuses pendant le jeûne). Ces changements métaboliques concernent notamment les lipides, en particulier les céramides et d’autres sphingolipides. 
Ce jeûne stimulerait les réponses cellulaires adaptatives, avec notamment une meilleure régulation du glucose, une résistance accrue au stress, une diminution de l’inflammation et une régulation à la hausse de l’autophagie où les molécules endommagées sont éliminées ou réparées pour se défendre contre le stress oxydatif et métabolique. On suppose que la modification du métabolisme corporel entraînera des avantages à long terme pour la santé.
Selon Karras & al. (2023), combiné à un régime alimentaire méditerranéen, il améliore aussi les concentrations de vaspine et d’omentine par rapport au jeûne intermittent chez les personnes en surpoids. Une étude (de Sarri & al. en 2004) laisse penser qu'une « caractéristique cachée du régime méditerranéen de Crète » serait le rituel de ce jeûne chez les grecs orthodoxes.

## Variantes
Les schémas de jeûne intermittent peuvent être regroupés en trois catégories : 
1. le jeûne complet ou jeûne hydrique, où seuls l'eau ou des boissons non caloriques comme le thé ou le café sont consommées les jours de jeûne. Le jeûne en jour alterné est une forme de jeûne complet qui alterne un jour d'alimentation normale pour un jour de jeûne. La durée du jeûne peut être variable, de 12h jusqu'à 48h[2],[3],[4],[13] ;
2. la restriction d’énergie intermittente, comme le jeûne en jour alterné modifié ou le régime 5:2, qui autorise la nourriture les jours de "jeûne modifié" mais avec un apport calorique bien moindre les jours de jeûne de l'ordre de 20 % des jours normaux, ou approximativement jusqu'à 600 calories. Ces variantes sont censées moins affecter l'humeur et faciliter la tolérance par rapport au jeûne complet[2],[3],[14],[15] ;
3. l'alimentation en temps restreint autorise l'alimentation pendant une fenêtre de temps restreinte chaque jour[16]. Une forme commune consiste à jeûner pendant 16 heures chaque jour et ne manger que pendant les 8 heures restantes[17], tandis que des variantes comportent 12 heures de jeûne et 12 heures d'alimentation, ou 23 heures de jeûne et 1 heure d'alimentation[18].

Concernant les aliments qui peuvent être consommés durant les périodes de jeûne, seule l'eau ne déclenche pas le système métabolique qui rompt le jeûne, pourtant les recommandations varient, certains ne préconisant que l'eau, d'autres autorisant le thé ou le café (sans sucre ni lait) ou encore les boissons "0 calorie" avec édulcorant. Le jeûne peut accroître le risque de déshydratation.
Le jeûne intermittent a une durée différente (jusqu'à 48 heures) du jeûne périodique (deux jours ou plus),.
Des études sont menées à ce sujet depuis 1943.

## Conséquences physiologiques
Le jeûne en jour alterné est efficace pour la perte de poids, similairement à la restriction calorique,,,,. La perte de poids a été observée à la fois chez des personnes obèses et des personnes au poids normal. Des résultats préliminaires chez l'humain semblent montrer que le jeûne en jour alterné améliore certains biomarqueurs, dont la masse grasse, le cholestérol LDL, les triglycérides, la sensibilité à l'insuline et la pression artérielle,,, et sans affecter la masse maigre,,. Contrairement à la restriction calorique, la perte de poids a été plus souvent maintenue dans le moyen à long terme avec le jeûne en jour alterné,. Le jeûne intermittent n'a pas encore été bien étudié chez les enfants, les personnes âgées ou les personnes en sous-poids, et pourrait être néfaste pour ces populations. Le jeûne intermittent peut réduire le sommeil paradoxal,, mais d'autres potentiels effets sur les fonctions cérébrales sont encore mal connus,.
Le jeûne intermittent est associé à une plus grande sensation de faim et des sensations amoindries de satiété. Les stratégies de réduction d'énergie intermittente telles que le jeûne en jour alterné modifié, permettant la consommation d'une petite quantité de calories plutôt qu'aucune les jours de jeûne, ont été proposées afin d'être mieux tolérées et maintenues dans le temps, en particulier en accroissant les sentiments de satiété. Ces schémas, bien que semblant efficaces pour la perte de poids, ont pour le moment montré des résultats contradictoires concernant les biomarqueurs de santé,,.
L'« alimentation en temps restreint » permet une perte de poids moindre, voire nulle, comparée aux autres variantes de jeûne intermittent,,,. Les jeûnes religieux sont également en cours d'étude, sans confirmation d'efficacité,,. Le jeûne n'a pour le moment pas démontré de bénéfice pour la prévention ou le traitement du cancer,.
Une étude publiée en 2018 montre que le jeûne intermittent peut protéger les cellules normales de la toxicité des agents anticancéreux, en réduisant les effets secondaires chez les patients et en augmentant les effets néfastes de la chimiothérapie, de la radiothérapie et de la thérapie ciblée sur les cellules tumorales.

## Recommandations médicales
Wikipédia ne donne pas d'avis médical : seul un professionnel (médecin, pharmacien, etc.) est habilité à le faire.
La revue médicale indépendante Prescrire a publié un avis en 2007 dans lequel elle ne recommandait pas le jeûne comme méthode d'amaigrissement chez les cancéreux . Le jeûne, intermittent ou non, n'est pas recommandé pour les patients cancéreux en France car il n'y a pas d'effet bénéfique démontré, que ce soit en prévention, curatif ou interaction avec les médicaments,,.
En 2015, selon deux revues des données disponibles, le jeûne intermittent peut être une stratégie alternative des professionnels de santé pour promouvoir un amaigrissement chez des personnes sélectionnées, obèses ou en surpoids ; aussi, bien que des effets bénéfiques aient été constatés, des études restent encore nécessaires avant que l'on puisse recommander le jeûne intermittent en pratique courante.
En 2018, l'Agence France-Presse conseille de demander l'avis de son médecin avant de commencer.
En 2019, une revue de la littérature suggère que le jeûne intermittent, en sus de la perte de poids, peut être bénéfique sur le diabète, les maladies cardiovasculaires et neurodégénératives. Cependant, ces études ont été faites principalement chez les adultes jeunes, ou d'âge moyen, en surpoids, et ne peuvent être généralisées aux autres tranches d'âge.
En 2020, une étude chinoise (revue systématique et  méta-analyse) conclut que chez l'adulte, le « jeûne d’un jour sur deux » « est une stratégie alimentaire viable pour la perte de poids, et qu’elle présente une amélioration substantielle des indicateurs de risque de maladies chez les personnes obèses ou normales ». D'autres études ont des conclusions similaires (Park & al. en 2020) mais ces études ne portent pas sur toute une vie.
En 2020, une synthèse de revue de la Sorbonne Université résume que le jeûne court ou intermittent pourrait réduire les effets de l'inflammation associée aux maladies inflammatoires chroniques sans altérer la réponse immunitaire aux infections aiguës.
En 2022, une synthèse des revues systématiques et des méta-analyses suggère que le jeûne intermittent classique (et encore plus le ramadan qui est un jeûne intermittent diurne de 29-30 jours), chez les personnes obèses ou en surpoids, permet de réduire le poids, la glycémie à jeun et le cholestérol à lipoprotéines de basse densité ; selon une étude faite au Service d’Endocrinologie, Métabolisme et Nutrition de l'Institut National de Nutrition de Tunis : chez le jeune adulte en bonne santé, le cholestérol HDL sanguin augmente (+20%) durant le ramadan, mais ce bénéfice disparait après le Ramadan. Chez la femme enceinte en bonne santé et sans grossesse compliquée, le jeune du ramadan ne semble pas avoir d'effets sur le foetus, mais « pour les femmes enceintes atteintes de diabète, la recommandation médicale actuelle est de ne pas pratiquer le jeûne du Ramadan ».

## Difficultés
Le jeûne intermittent rencontre des difficultés de mise en pratique : difficulté à débuter ce régime (dans le premier mois : faim, irritabilité et troubles de concentration durant le temps de restriction), difficulté à maintenir ce régime au-delà de quelques mois (dans le cadre socioculturel alimentaire contemporain, avec abondance de nourriture), et peu de médecins sont formés à prescrire ce type de régime.

## Prospective scientifique et pharmaceutique
L'étude des mécanismes biochimiques du jeûne intermittent (modèle animal) pourrait conduire à des recherches pharmacologiques sur des substances (comme la metformine ou le sirolimus)  susceptibles d'en « mimer » les bénéfices ; mais la qualité des données disponibles parait encore moindre que celles sur le jeûne intermittent.

## Régimes apparentés
- Les effets de la restriction calorique, régime consistant à réduire l'apport calorique, sont similaires mais non identiques[21],[3],[4].
- Le régime monodiète.